# James Edward Alexander
James Edward Alexander, född den 16 oktober 1803 i Clackmannanshire, död den 2 april 1885 på ön Wight, var en skotsk general och forskningsresande.
Alexander lärde under en mångfald militärkommenderingar att känna stora delar av Europa jämte Indien, Persien, Afrika, Nordamerika och Nya Zeeland med flera platser. Sina iakttagelser nedlade han i en rad resebeskrivningar, bland dem Narrative of a voyage of observation among the colonies of West Africa (1835–37), An expedition of discovery into the interior of Africa (1838) och L'Acadie, or seven years' exploration in British America (1849).